# Herta Heuwer
Herta Charlotte Heuwer (* 30. Juni 1913 in Königsberg als Herta Charlotte Pöppel; † 3. Juli 1999 in Berlin) betrieb ab 1949 in West-Berlin ein Imbissunternehmen. Ihr wird die Erfindung der Currywurst zugeschrieben.

## Leben
Als sechstes Kind des Bauunternehmers und Zimmermanns Hermann Pöppel (1877–1963) und der Fabrikarbeiterin Minna Emilie Pöppel (geb. Petruschke, 1877–1949) in Königsberg geboren, wuchs Herta Heuwer dort in der Heidemannstraße 25 auf. Nach dem Umzug der Familie nach Berlin machte sie von 1929 bis 1932 eine kaufmännische Weiterbildung und anschließend eine Lehre zur Schneiderin. Danach besuchte sie Haushalts- und Kochkurse und heiratete 1935 den bei Siemens & Halske beschäftigten Feinmechaniker Kurt Emil Heuwer. Zwischen 1936 und 1940 war sie Verkäuferin im KaDeWe. Nach dem Zweiten Weltkrieg war sie im Jahr 1946 Trümmerfrau im Bezirk Charlottenburg und freiwillige Mitarbeiterin bei der Berliner Küchenhilfe.
Herta Heuwer starb 1999 im Alter von 86 Jahren und wurde auf einer Urnengemeinschaftsgrabstätte des Städtischen Friedhofs Wilmersdorf in Berlin beigesetzt.

## Geschäft

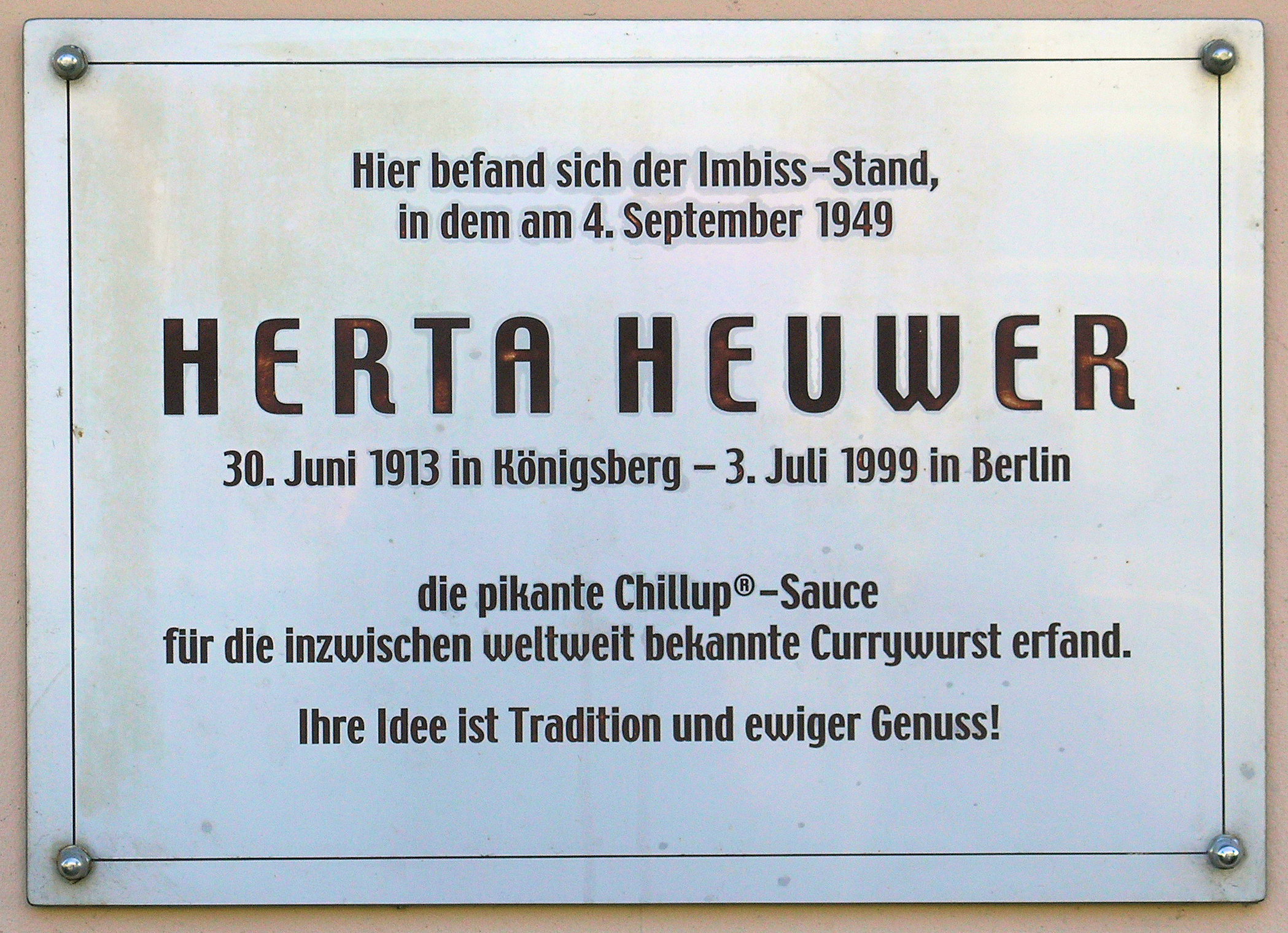
Gedenktafel für Herta Heuwer in Berlin-Charlottenburg

Ab Mitte August 1949 betrieb sie in West-Berlin an der Kant- Ecke Kaiser-Friedrich-Straße einen Kiosk, in dem sie am 4. September 1949 die „Spezial Curry-Bratwurst“ kreierte, die Mitte der 1950er Jahre zur „Currywurst“ wurde. Ferner betrieb Herta Heuwer in der Kaiser-Friedrich-Straße 57 eine Schnellimbiss-Stube und später eine Imbisshalle mit bis zu 19 Verkäuferinnen. Am 21. Januar 1959 wurde ihr auf ihre Anmeldung vom 21. Februar 1958 die Wort-/Bildmarke „Chillup“ unter der Nummer 721319 als Warenzeichen für „Spezial-Sosse“   in die Zeichenrolle des Deutschen Patentamts eingetragen. Eine im Wesentlichen gleiche Marke für „sauce spéciale, épices“ ließ sich ab 30. Dezember 2002 Olaf Böhme, Ehemann von Herta Heuwers Nichte und Ziehtochter Brigitte Böhme, zunächst für die Schweiz und danach gemäß dem Madrider Abkommen über die internationale Registrierung von Marken auch für Österreich, Deutschland und Liechtenstein schützen. Im Jahr 2006 wurde diese Marke in Deutschland zusätzlich unter anderem auch für „Würste, insbesondere Currywürste“, „Vermietung von historischen Dokumenten, historischen Tafeln und Fotos sowie von gesammelten Presseberichten zum Thema Currywurst für Museen“ und „Verpflegung von Gästen“ zur Eintragung gebracht.
Am Vortag von Herta Heuwers 90. Geburtstag im Jahr 2003 wurde durch die Bezirksbürgermeisterin Monika Thiemen an einem Gebäudeteil Kantstraße 101 Ecke Kaiser-Friedrich-Straße 57 postum eine von Reinhard Jacob gestaltete Gedenktafel enthüllt. Außer dem Ehepaar Böhme nahm auch Brigitte Grothum, Hauptdarstellerin in der Fernsehserie Drei Damen vom Grill, an der Zeremonie teil.
Herta Heuwer wird wegen der Eintragung der Marke „Chillup“, der im inzwischen geschlossenen Berliner Currywurst-Museum ein eigener Raum gewidmet war, häufig als die Erfinderin der heutigen Currywurst bezeichnet. Demgegenüber geht die Kulturhistorikerin Petra Foede davon aus, dass an der Entwicklung der Currywurst mehrere Berliner Wurstverkäufer beteiligt gewesen seien, die mit verschiedenen Gewürzmischungen nach einem Ersatz für den in der frühen Nachkriegszeit nicht verfügbaren Ketchup gesucht hätten. Dazu sagte Heuwer selbst „Ich habe das Patent - und damit basta. Wer etwas anderes behauptet, der hat einen Stich.“
Der Schriftsteller Uwe Timm will sich erinnern, seine erste Currywurst bereits 1947 in Hamburg gegessen zu haben. Die in seiner Novelle Die Entdeckung der Currywurst als Erfinderin der Currywurst präsentierte Lena Brücker ist allerdings fiktiv. Sie soll die Generation von Frauen verkörpern, die Deutschland in der Nachkriegszeit prägten: „Lena Brücker ist eine dieser wunderbaren Frauen, von denen es viele gab. Die haben den Großteil des Wiederaufbaus gestemmt, die waren sehr präsent damals.“
Zum 70. Jahrestag der Erfindung der Currywurst gab die Staatliche Münze Berlin eine Gedenkmedaille zu Ehren Herta Heuwers heraus.